# Feroze Khan (hokej na travi)
Feroze Khan (na urduu: فیروز خان) (rođen 9. rujna 1904. – 21. travnja 2005.) je bivši indijski i pakistanski hokejaš na travi.
Osvojio je zlatno odličje na hokejaškom turniru na Olimpijskim igrama 1928. u Amsterdamu igrajući za Britansku Indiju. Odigrao je dva susreta i postigao je 5 pogodaka, čime je bio drugi strijelac turnira, kao i reprezentativni mu kolega George Marthins i Nijemac Theodor Haag.
Neko vrijeme je bio najstariji živući osvajač olimpijskog odličja, nakon što je umro američki športaš James Rockefeller 2004.
Nakon njegove smrti, najstarijim živućim osvajačem olimpijskog zlata je postao francuski športaš Roger Beaufrand.
U starijoj dobi je odselio u Pakistan gdje je bio vrlo cijenjenim trenerom. Umro je prirodnom smrću u 100. godini.

## Vanjske poveznice
- Profil na Sports Reference.com[neaktivna poveznica]
- Pakistanska reprezentacija  Arhivirana inačica izvorne stranice od 7. svibnja 2009. (Wayback Machine)